# ماء ملكي
الماء الملكي (ملاحظة 1) هو مزيج من حمض النيتريك وحمض الهيدروكلوريك. لهذا المزيج الحمضي أهمية بالغة في الكيمياء والتعدين، لقدرته على إذابة البلاتين والذهب. وقد أطْلِق عليه هذا الاسم لقدرته على إذابة الذهب الذي يُعْرَف أحيانًا باسم المعدن الملكي.

## التاريخ
كان عالم الكيمياء جابر بن حيان أول من توصل إليه عن طريق تقطير حمض الهيدروكلوريك (من الملح) وحامض النتريك (من نترات الصوديوم) في حامض الكبريتيك. أما حديثا، فيتم تصنيع الماء الملكي عن طريق خلط حمض النتريك وحمض الهيدروكلوريك في نسبة حجمية من 3:1 على التوالي. يكون الماء الملكي عديم اللون لحظة تحضيره لكنه يتحول إلى اللون البرتقالي خلال ثوان.
عندما غزت ألمانيا الدنمارك في الحرب العالمية الثانية، قام العالم الكيميائي المجري جورج د هيفسي بإذابة جائزة نوبل الذهبية الخاصة بالفيزيائيين الألمان ماكس فون وجيمس فرانك لمنع مصادرتها من قبل النازيين، وقد كانت الحكومة الألمانية منعت قبول أي جائزة لنوبل بعد سجن الناشط كارل فون الذي تلقى جائزة نوبل للسلام عام 1935. وقد قام بوضع المحلول على رف من رفوف مختبره وبذلك أعتقد النازيون أنها مجرد جرة من مئات الجرات في رفوف المختبرات الكيميائية، وبعد الحرب عاد ليستخلص الذهب من المحلول وأعاده للأكاديمية الملكية السويدية للعلوم ومن ثم أعادت مؤسسة نوبل صياغة الميداليات وتقديمها للعالمين مرة أخرى.

## الخصائص
يتكوَّن المزيج من جزء واحد من حمض النيتريك المركَّز، وثلاثة أجزاء من حمض الهيدروكلوريك المركَّز. وينتج من التفاعل الكيميائي لهذه الحموض، كلوريد النتروسيل (NOCl)، وغاز الكلور وهما عاملان مؤكسدان قويان. ولكن إذابة الذهب والبلاتين تتم نسبة لوجود عاملي الأكسدة بالإضافة إلى الفائض من حمض الهيدروكلوريك.
والسر في أن الماء الملكي يذيب الذهب بينما لاتستطيع الأحماض منفردة فعل ذلك، سبب أن الجمع بين الأحماض يجعل لكل منها دورا جديدا مختلفا. فحامض النيتريك HNO3 , وهو عامل مؤكسد قوي، يذيب كمية ضئيلة جدا لايمكن الكشف عنها من الذهب وتتشكل أيونات الذهب الثلاثية +3Au. حمض الهيدروكلوريك ينتج أيونات الكلوريد Cl- التي تتفاعل مع أيونات الذهب الحرة لتنتج أيون كلوروذهبات (كلوروأورات) 4−AuCl يعمل على إزالة جميع أيونات الذهب الحرة من المحلول ويساعد على تحلل المزيد من أيونات الذهب، وبالتالي يتحول جميع الذهب الموجود في المحلول إلى حمض كلورو الذهبيك.

## الاستخدامات
من تطبيقات الماء الملكي أيضا إذابة البلاتين، كما يتفاعل مع القصدير ليكون رباعي كلوريد القصدير SnCl4.

## معرض صور

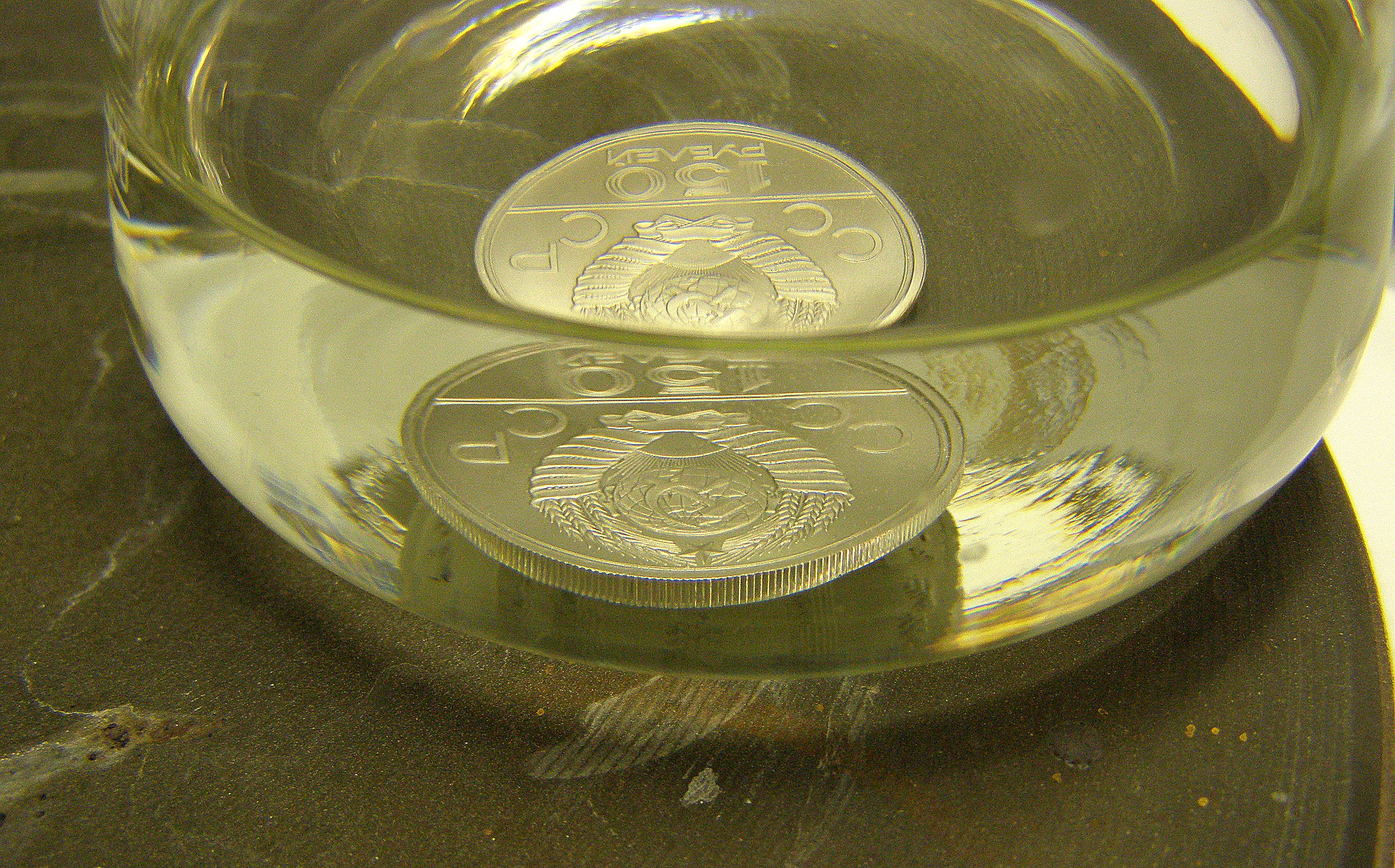
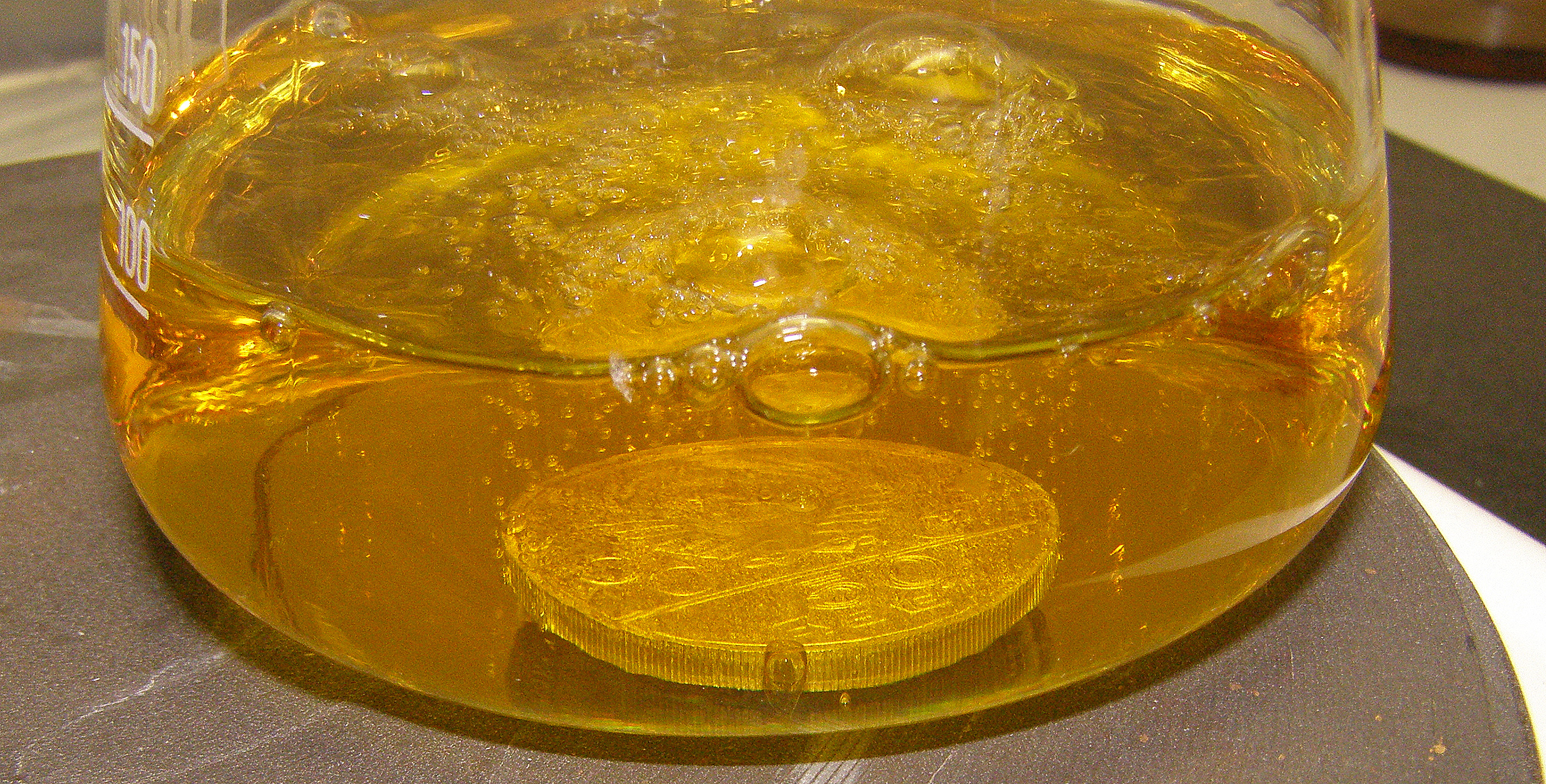
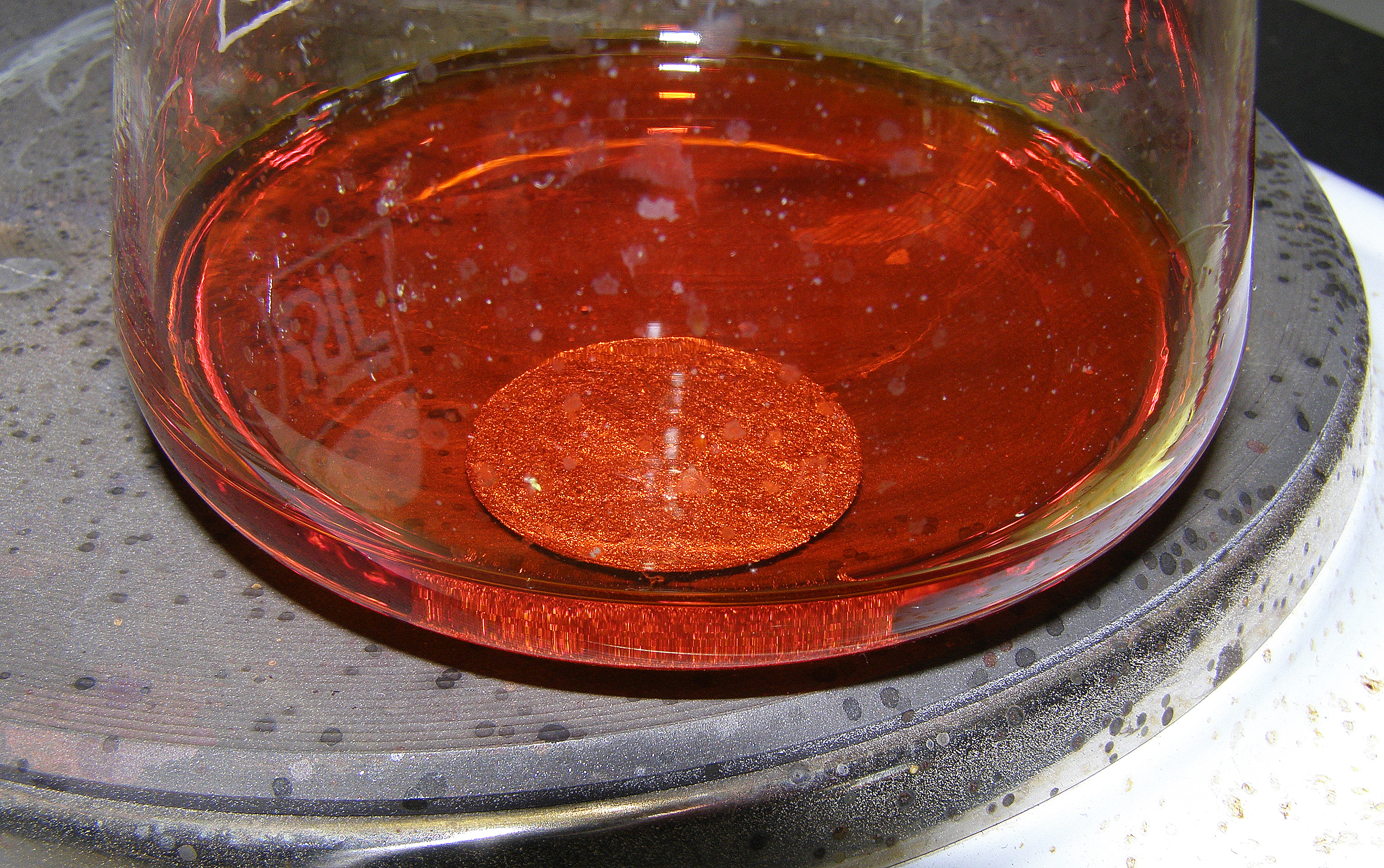